# Sint-Clemenskerk (Hilversum)

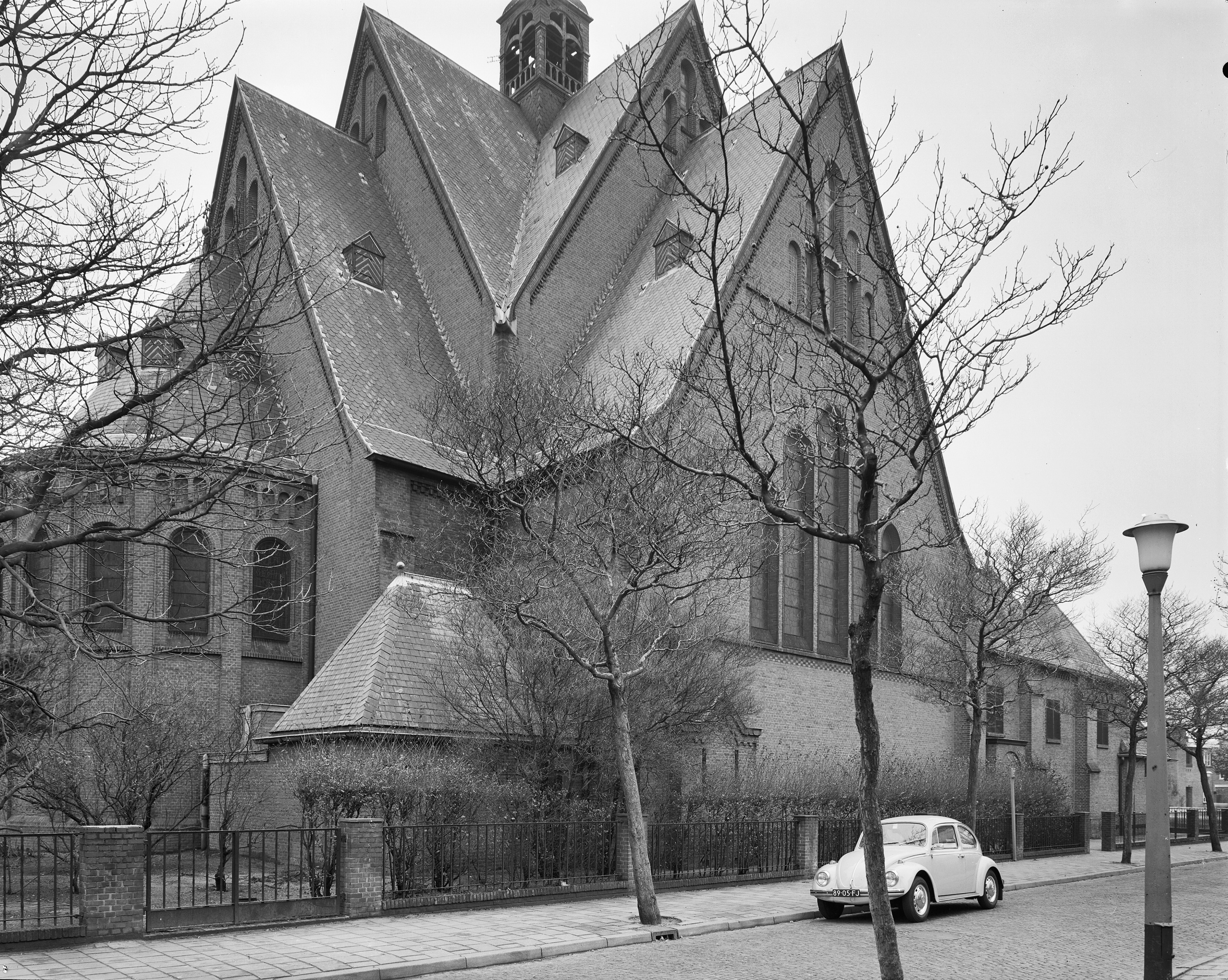

De Sint-Clemenskerk aan de Bosdrift te Hilversum was de Rooms Katholieke kerk van de parochie van de Heilige Clemens Maria Hofbauer van 1914 tot ±1996. De kerk is een ontwerp van de Rotterdamse architect Jan van Gils en ontworpen in neo-Byzantijns-romaanse stijl. De kerk werd aanbesteed in 1913 als dochterkerk van de Sint-Vituskerk met als bouwpastoor de heer Z.A.V.M. van Ditzhuyzen .
De kerk werd meerdere malen uitgebreid en verfraaid. In 1922 werd door Joseph Cuypers een voorgedeelte aangebouwd. Joep Nicolas en Max Weiss brachten glas-in-loodramen aan. In 1923 werd een Steinmeyer-orgel aangekocht. Tijdens de Tweede Wereldoorlog werd de klok van de Clemens gevorderd voor de oorlogindustrie door de bezetter. In 1949 kreeg de kerk een nieuw hoofdaltaar. In 1996 sloot de kerk en de parochie ging op in de R.K. Parochie Emmaus-Paulus Hilversum en Loosdrecht.
De kerk bleef leegstaan, raakte in verval en in 2010 dreigde sloop. Toen werd hij aangekocht door Maatschappij voor Herbestemming BOEi, welke een restauratie uitvoerde en een herbestemming zocht. De restauratie was in 2013 afgerond. Vanaf 2018 werd de kerk ingericht als trampolinepark voor kinderen en jeugdigen. In de Mariakapel werd een plek voor bezinning teruggebracht in 2019 .